# Soľník
Soľník és un poble i municipi d'Eslovàquia. Es troba a la regió de Prešov, al nord del país.

## Història
La primera referència escrita de la vila data del 1454.

## Demografia
| Godina             | 1994 | 2004    | 2014    | 2024 |
| ------------------ | ---- | ------- | ------- | ---- |
| Nombre de persones | 71   | 43      | 33      | 33   |
| Diferència         |      | −39,43% | −23,25% | +0%  |

| Godina             | 2023 | 2024 |
| ------------------ | ---- | ---- |
| Nombre de persones | 33   | 33   |
| Diferència         |      | +0%  |